# Romny (Russia)
Romny (in russo Ромны?) è un villaggio della Russia estremo-orientale, situato nella oblast' dell'Amur; è il centro amministrativo del distretto Romnenskij.